# Graziano Pellè
Graziano Pellè, né le 15 juillet 1985 à San Cesario di Lecce, est un footballeur international italien.

## Biographie
Après un début de carrière passé dans différents clubs italiens, il est repéré par Louis van Gaal qui le fait venir à Alkmaar et en fait son avant-centre titulaire après une période d'adaptation. En fin de contrat en juin 2011 avec l'AZ Alkmaar, Graziano signe le 31 janvier 2011 un contrat de cinq ans pour la saison 2011/12 avec le Parme AC.
Il retrouve ainsi l'Italie après quatre années en Eredivisie. Il est prêté les six premiers mois de l'année 2012 à la Sampdoria. Il est ensuite prêté au Feyenoord Rotterdam avec lequel il signe définitivement début janvier 2013 pour quatre saisons et un transfert évalué à 3 millions d'euros.

### Southampton
Après deux saisons passées aux Pays-Bas et un bilan très prolifique de 55 buts inscrits pour 66 matchs joués, il signe au Southampton FC pour trois ans, pour la somme de 10 millions d'euros.
Le 26 août 2014, Pellè inscrit son premier but sous les couleurs de Southampton contre le Millwall FC lors du deuxième tour de la League Cup.
Le 13 septembre 2014, Graziano Pellè inscrit un doublé contre Newcastle en Premier League. Il inscrit encore un but contre Queens Park Rangers deux semaines plus tard et est élu joueur du mois de septembre de Premier League.
Le 30 juillet 2015, il marque un but dans son premier match européen avec les Saints lors d'un match contre le Vitesse Arnhem (victoire 3-0). Le 6 août 2015, Graziano Pellè inscrit son deuxième but européen contre le Vitesse Arnhem dès la 4e minute de jeu lors du match retour du troisième tour de la Ligue Europa, Southampton l'emporte 2-0.
En juillet 2016, il est transféré Shandong Luneng, en première division chinoise.

### En équipe nationale
Le 13 octobre 2014, il débute en tant que titulaire en équipe nationale lors du match de qualification de l'Italie contre Malte. Au cours de ce match, il inscrit son premier but avec la Squadra Azzurra.
Le 29 mai 2016, il marque le but qui permet à l'Italie de battre l'Écosse dans un match de préparation à l'Euro 2016.
Le 13 juin suivant, lors de son premier match de groupe de l'Euro 2016 à Lyon, l'Italie bat la Belgique pourtant grande favorite (2-0). Pellè donne le coup de grâce aux belges en inscrivant une superbe reprise de volée dans le temps additionnel de la rencontre. Il récidive en huitièmes de finale, lors de la victoire contre l'Espagne le 27 juin, en marquant le deuxième but italien également après les 90 minutes pour une victoire et une qualification 2 à 0.
Le 2 juillet suivant, en quarts de finale de l'Euro 2016, lors de la séance de tirs au but face à l'Allemagne, il taquine Manuel Neuer avant de s'élancer et de manquer son tir, hors cadre. 
Le 7 octobre 2016, il est exclu de la sélection italienne après avoir refusé de serrer la main à son entraîneur Gian Piero Ventura qui l'avait fait remplacer à l'heure de jeu par Ciro Immobile lors d'un match de qualification pour la Coupe du monde 2018 contre l'Espagne (1-1) qui s'était déroulé la veille.

## Statistiques

### En club
| Saison                | Club                   | Championnat           | Championnat | Championnat | Coupe nationale | Coupe nationale | Coupe de la Ligue | Coupe de la Ligue | Compétition(s) continentale(s) | Compétition(s) continentale(s) | Compétition(s) continentale(s) | Barrages | Barrages | Italie | Italie | Total | Total |
| Saison                | Club                   | Division              | M.          | B.          | M.              | B.              | M.                | B.                | Comp.                          | M.                             | B.                             | M.       | B.       | M.     | B.     | M.    | B.    |
| 2003-2004             | US Lecce               | Serie A               | 2           | 0           | -               | -               | -                 | -                 | -                              | -                              | -                              | -        | -        | -      | -      | 2     | 0     |
| 2005-2006             | US Lecce               | Serie A               | 10          | 0           | 1               | 0               | -                 | -                 | -                              | -                              | -                              | -        | -        | -      | -      | 11    | 0     |
| Sous-total            | Sous-total             | Sous-total            | 12          | 0           | 1               | 0               | -                 | -                 | -                              | -                              | -                              | -        | -        | -      | -      | 13    | 0     |
| 2004-2005             | Catania (prêt)         | Serie B               | 15          | 0           | -               | -               | -                 | -                 | -                              | -                              | -                              | -        | -        | -      | -      | 15    | 0     |
| Sous-total            | Sous-total             | Sous-total            | 15          | 0           | -               | -               | -                 | -                 | -                              | -                              | -                              | -        | -        | -      | -      | 15    | 0     |
| 2005-2006             | Crotone (prêt)         | Serie B               | 17          | 5           | -               | -               | -                 | -                 | -                              | -                              | -                              | -        | -        | -      | -      | 17    | 5     |
| Sous-total            | Sous-total             | Sous-total            | 17          | 5           | -               | -               | -                 | -                 | -                              | -                              | -                              | -        | -        | -      | -      | 17    | 5     |
| 2006-2007             | AC Cesena (prêt)       | Serie B               | 38          | 10          | 2               | 1               | -                 | -                 | -                              | -                              | -                              | -        | -        | -      | -      | 40    | 11    |
| Sous-total            | Sous-total             | Sous-total            | 38          | 10          | 2               | 1               | -                 | -                 | -                              | -                              | -                              | -        | -        | -      | -      | 40    | 11    |
| 2007-2008             | AZ Alkmaar             | Eredivisie            | 27          | 3           | 1               | 0               | -                 | -                 | C3                             | 4                              | 1                              | -        | -        | -      | -      | 32    | 4     |
| 2008-2009             | AZ Alkmaar             | Eredivisie            | 20          | 3           | 3               | 1               | -                 | -                 | -                              | -                              | -                              | -        | -        | -      | -      | 23    | 4     |
| 2009-2010             | AZ Alkmaar             | Eredivisie            | 13          | 2           | 2               | 0               | -                 | -                 | C1                             | 5                              | 0                              | -        | -        | -      | -      | 20    | 2     |
| 2010-2011             | AZ Alkmaar             | Eredivisie            | 18          | 6           | 2               | 0               | -                 | -                 | -                              | -                              | -                              | -        | -        | -      | -      | 20    | 6     |
| Sous-total            | Sous-total             | Sous-total            | 78          | 14          | 8               | 1               | -                 | -                 | -                              | 9                              | 1                              | -        | -        | -      | -      | 95    | 16    |
| 2011-2012             | Parme FC               | Serie A               | 11          | 1           | 2               | 1               | -                 | -                 | -                              | -                              | -                              | -        | -        | -      | -      | 13    | 2     |
| 2012-2013             | Parme FC               | Serie A               | 1           | 0           | -               | -               | -                 | -                 | -                              | -                              | -                              | -        | -        | -      | -      | 1     | 0     |
| 2020-2021             | Parme FC               | Serie A               | 13          | 1           | -               | -               | -                 | -                 | -                              | -                              | -                              | -        | -        | -      | -      | 13    | 1     |
| Sous-total            | Sous-total             | Sous-total            | 25          | 2           | 2               | 1               | -                 | -                 | -                              | -                              | -                              | -        | -        | -      | -      | 27    | 3     |
| 2011-2012             | Sampdoria Gênes (prêt) | Serie B               | 12          | 4           | -               | -               | -                 | -                 | -                              | -                              | -                              | 4        | 0        | -      | -      | 16    | 4     |
| Sous-total            | Sous-total             | Sous-total            | 12          | 4           | -               | -               | -                 | -                 | -                              | -                              | -                              | 4        | 0        | -      | -      | 16    | 4     |
| 2012-2013             | Feyenoord Rotterdam    | Eredivisie            | 29          | 27          | 4               | 2               | -                 | -                 | -                              | 0                              | 0                              | -        | -        | -      | -      | 33    | 29    |
| 2013-2014             | Feyenoord Rotterdam    | Eredivisie            | 28          | 23          | 3               | 2               | -                 | -                 | C3                             | 2                              | 1                              | -        | -        | -      | -      | 33    | 26    |
| Sous-total            | Sous-total             | Sous-total            | 57          | 50          | 7               | 4               | -                 | -                 | -                              | 2                              | 1                              | -        | -        | -      | -      | 66    | 55    |
| 2014-2015             | Southampton FC         | Premier League        | 38          | 12          | 3               | 1               | 3                 | 3                 | -                              | -                              | -                              | -        | -        | 4      | 2      | 48    | 18    |
| 2015-2016             | Southampton FC         | Premier League        | 30          | 11          | -               | -               | 2                 | 1                 | C3                             | 4                              | 2                              | -        | -        | 13     | 5      | 49    | 19    |
| Sous-total            | Sous-total             | Sous-total            | 68          | 23          | 3               | 1               | 5                 | 4                 | -                              | 4                              | 2                              | -        | -        | 17     | 7      | 97    | 37    |
| 2016                  | Shandong Luneng        | CSL                   | 13          | 5           | -               | -               | -                 | -                 | ACL                            | 2                              | 0                              | -        | -        | 3      | 2      | 18    | 7     |
| 2017                  | Shandong Luneng        | CSL                   | 24          | 6           | 2               | 0               | -                 | -                 | -                              | -                              | -                              | -        | -        | -      | -      | 26    | 6     |
| 2018                  | Shandong Luneng        | CSL                   | 26          | 16          | 6               | 0               | -                 | -                 | -                              | -                              | -                              | -        | -        | -      | -      | 32    | 16    |
| 2019                  | Shandong Luneng        | CSL                   | 25          | 17          | 5               | 3               | -                 | -                 | ACL                            | 8                              | 7                              | -        | -        | -      | -      | 38    | 27    |
| 2020                  | Shandong Luneng        | CSL                   | 13          | 6           | 4               | 0               | -                 | -                 | -                              | -                              | -                              | 5        | 2        | -      | -      | 22    | 8     |
| Sous-total            | Sous-total             | Sous-total            | 101         | 50          | 17              | 3               | -                 | -                 | -                              | 10                             | 7                              | 5        | 2        | 3      | 2      | 136   | 64    |
| Total sur la carrière | Total sur la carrière  | Total sur la carrière | 419         | 159         | 36              | 11              | 5                 | 4                 | -                              | 25                             | 11                             | 9        | 2        | 20     | 9      | 514   | 196   |

### Buts internationaux
| 0   | Date               | Lieu                                              | Compétition                       | Résultat | Adversaire | Détail | Détail         | Détail | Sél. |
| --- | ------------------ | ------------------------------------------------- | --------------------------------- | -------- | ---------- | ------ | -------------- | ------ | ---- |
| 1er | 13 octobre 2014    | Ta' Qali Stadium, Ħ'Attard, Malte                 | Éliminatoires Euro 2016           | V 0-1    | Malte      | 23e    | du pied droit  | 0-1    | 1re  |
| 2e  | 31 mars 2015       | Juventus Stadium, Turin, Italie                   | Match amical                      | N 1-1    | Angleterre | 29e    | de la tête     | 1-0    | 3e   |
| 3e  | 3 septembre 2015   | Stade Artemio-Franchi, Florence, Italie           | Éliminatoires Euro 2016           | V 1-0    | Malte      | 69e    | de la main,    | 1-0    | 5e   |
| 4e  | 13 octobre 2015    | Stadio Olimpico, Rome, Italie                     | Éliminatoires Euro 2016           | V 2-1    | Norvège    | 82e    | du pied gauche | 2-1    | 8e   |
| 5e  | 29 mai 2016        | Ta' Qali Stadium, Ħ'Attard, Malte                 | Match amical                      | V 1-0    | Écosse     | 57e    | du pied droit  | 1-0    | 12e  |
| 6e  | 13 juin 2016       | Parc Olympique lyonnais, Décines-Charpieu, France | Premier tour de l'Euro 2016       | V 0-2    | Belgique   | 90+3e  | du pied droit  | 0-2    | 14e  |
| 7e  | 27 juin 2016       | Stade de France, Saint-Denis, France              | Huitième de finale de l'Euro 2016 | V 2-0    | Espagne    | 90+1e  | du pied droit  | 2-0    | 16e  |
| 8e  | 1er septembre 2016 | Stade San Nicola, Bari, Italie                    | Match amical                      | P 1-3    | France     | 21e    | du pied gauche | 1-1    | 18e  |
| 9e  | 5 septembre 2016   | Stade Sammy-Ofer, Haïfa, Israël                   | Éliminatoires Coupe du monde 2018 | V 1-3    | Israël     | 14e    | du pied droit  | 0-1    | 19e  |

## Palmarès

### En club
| US Lecce - Coupe d'Italie Primavera - Vainqueur en 2002 (it) - Championnat d'Italie Primavera - Champion en 2003 (it) et 2004 (it) - Supercoupe d'Italie Primavera - Vainqueur en 2004 (it) |  | AZ Alkmaar - Championnat des Pays-Bas - Champion en 2009 |  | Shandong Luneng - Coupe de Chine - Vainqueur en 2020 |

### En sélection
| Italie espoirs - Tournoi de Toulon - Vainqueur en 2008 |

### Distinctions personnelles
- Joueur de l'année du Voetbal International en 2013[12]
- Joueur du mois du championnat d'Angleterre en septembre 2014[13]